# Каліський повіт
Каліський повіт (пол. powiat kaliski) — один з 31 земських повітів Великопольського воєводства Польщі.
Утворений 1 січня 1999 року в результаті адміністративної реформи.

## Загальні дані
Повіт знаходиться у південно-східній частині воєводства.
Адміністративний центр — місто Каліш (має статус міста на правах повіту, до складу повіту не входить).
Станом на 1.01.2008 населення становить 80 569 осіб, площа 1159,99 км².

## Демографія
Демографічні дані повіту станом на 30.06.2005:
|       | Всього | Всього | Жінки  | Жінки | Чоловіки | Чоловіки |
| ----- | ------ | ------ | ------ | ----- | -------- | -------- |
|       | осіб   | %      | осіб   | %     | осіб     | %        |
| Повіт | 80 151 | 100    | 40 777 | 50,9  | 39 374   | 49,1     |
| Міста | 1589   | 100    | 839    | 52,8  | 750      | 47,2     |
| Села  | 78 562 | 100    | 39 938 | 50,8  | 38 624   | 49,2     |